# Hombres de barro
Hombres de barro es una película de Argentina en colores dirigida por Miguel Mirra según su propio guion escrito en colaboración con Eulogio Frites según un tema de Miguel Mirra y Edith Paya que se estrenó el 17 de noviembre de 1988 y que tuvo como principales intérpretes a Eulogio Frites, Máximo Frites, Mercedes Tolay  y Anacleto Frites. Colaboraron Guillermo Magrassi y Adolfo Colombres en la Asesoría antropológica. Fue el segundo largometraje de Mirra y el primero del género documental.

## Sinopsis
Para rodar un filme sobre la cultura de los collas un grupo de documentalistas viaja a un poblado de Jujuy, donde un lugareño les presta colaboración a cambio de su ayuda para localizar a su hijo en Buenos Aires.

## Reparto
- Eulogio Frites
- Máximo Frites
- Mercedes Tolay
- Anacleto Frites
- Juan Frites
- Frustasia Frites
- Mauricio Cruz
- Juana Vargas
- Isidro Cruz
- Alcira Puca
- Juan Puca
- Adolfo Colombres
- Guillermo Magrassi
- Salvador Sammaritano

## Comentarios
Homero Alsina Thevenet en Página 12 escribió:

«Un documental sobre la comunidad colla que no logra sobreponerse al discurso, en cambio logra imágenes de calidad.»

La Razón opinó:

«Bellas imágenes en una discursiva exposición.»

Manrupe y Portela escriben:

«Valioso como testimonio de la marginación aborigen, pierde fuerza con el agregado de una trama argumental.»